# Fiteuma
Fiteuma (Phyteuma) és un gènere de plantes amb flor dins la família Campanulàcia (Campanulaceae), originària d'Europa i del Marroc.
Les plantes del gènere fiteuma són herbàcies i perennes. Fan fins a 90 cm d'alçada. Les fulles estan en disposició alternada i de forma variable dins la mateixa planta. Flors en panícula i fruit en càpsula amb nombroses llavors.
El gènere conté de 40 a 45 espècies.

## Espècies
- Phyteuma balbisii
- Phyteuma betonicifolium
- Phyteuma charmelii
- Phyteuma comosum
- Phyteuma confusum
- Phyteuma globulariifolium
- Phyteuma hemisphaericum
- Phyteuma humile
- Phyteuma michelii
- Phyteuma nigrum -
- Phyteuma orbiculare -
- Phyteuma ovatum
- Phyteuma pauciflorum
- Phyteuma pedemontanum
- Phyteuma scheuchzeri
- Phyteuma sieberi
- Phyteuma spicatum -
- Phyteuma tenerum
- Phyteuma vagneri
- Phyteuma zahlbruckneri

El Calendari Republicà Francès va dedicar uns dels dies de la tardor al fiteuma (Rapoince en francès)